# Castelo de Monrepos

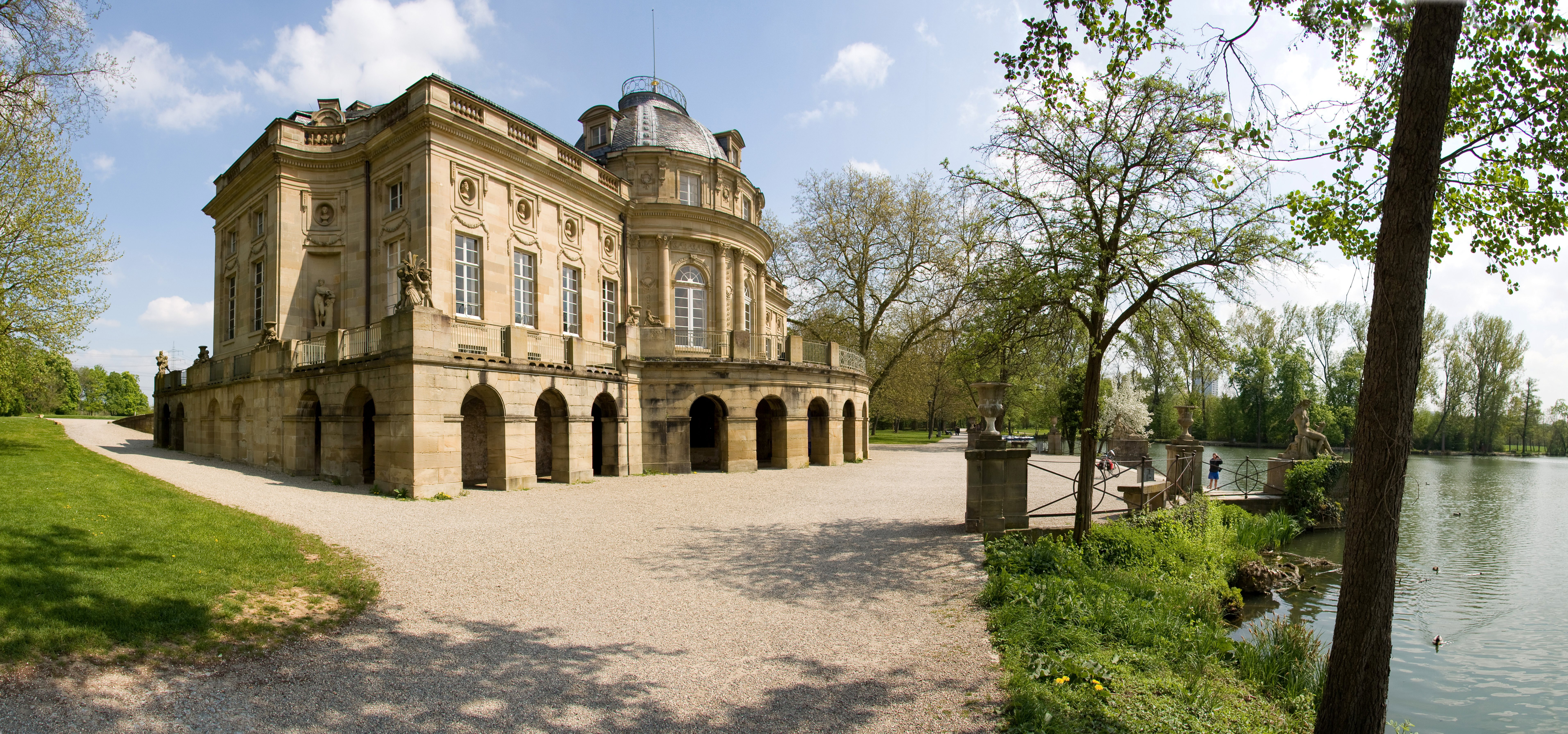
Castelo de Monrepos.

O Castelo de Monrepos (em alemão:  Seeschloss Monrepos) localiza-se em Ludwigsburgo, na Alemanha.